# Гуарански език
Гуаранският език (самоназвание: ava-ñe’ẽ – букв. „език на народа“) е тупийски език, един от двата официални езици в Парагвай (заедно с испанския). Говори се от около 4 850 000 души.
Това е най-говореният език в Парагвай, където половината от селското население не говори друг език. Говори се и от общности в съседни държави – в североизточна Аржентина, югоизточна Боливия и югозападна Бразилия. Той е втори официален език в аржентинската провинция Кориентес от 2004 г. и е един от официалните езици в Меркосур (заедно с испанския и португалския).
Освен че е един от най-широко говорените индиански езици, гуаранският е уникален с това, че парагвайците продължават активно да използват традиционния си език, докато по принцип навлизането на испанския език като официален е универсално явление в Латинска Америка.
Йезуитският свещеник Антонио Руис де Монтоя публикува през 1639 г. първата писмена граматика на гуарани в книгата си Tesoro de la lengua guaraní. Той го описва като език, който е толкова многословен и елегантен, че може да се съревновава и с най-известните езици по света.

## Правопис
Гуаранската писменост е базирана на латиницата, като има и два диакритични знака и шест диграфа. За поставяне на ударение над гласна се използва акут.
Съответствия между графеми и фонеми в гуарани:
A a – /a/
Ã ã – /ã/
Ch ch – /ɕ/
E e – /e/
Ẽ ẽ – /ẽ/
G g – /ɰ/
G̃ g̃ – /ɰ̃/
Gu gu – /ɰʷ/
G̃u g̃u – /ɰ̃ʷ/
H h – /h/ /x/
I i – /i/
Ĩ ĩ – /ĩ/
J j – /j/ /ʒ/ /ʤ/ /ɟ/
K k – /k/
Ku ku – /kʷ/
L l – /l/
Ll ll – /ʎ/
M m – /m/
Mb mb – /mb/
N n – /n/
Nd nd – /nd/
Ng ng – / ŋg/, /ŋ/
Ngu ngu – /ŋgʷ/, /ŋʷ/
Ñ ñ – /ɲ/
O o – /o/
Õ õ – /õ/
P p – /p/
R r – /ɾ/
Rr rr – /r/
S s – /s/
T t – /t/
U u – /u/
Ũ ũ – /ũ/
V v – /υ/
Y y – /ɨ/
Ỹ ỹ – /ɨ̃/